# 1866년 10월 8일 일식
1866년 10월 8일 일식은 달이 지구와 태양 사이를 지나면서 태양의 일부를 가리는 부분일식이다. 지구가 달의 반그림자를 지날 때 일어난다.